# Exposición Universal de San Francisco (1915)
La Exposición Universal de San Francisco de 1915 tuvo lugar del 20 de febrero al 4 de diciembre de dicho año en la ciudad estadounidense de San Francisco. Su propósito declarado era celebrar la finalización del Canal de Panamá, pero en la ciudad se consideró una oportunidad para mostrar su recuperación tras el terremoto de 1906. Tuvo una superficie de 254 hectáreas y recibió a 19 millones de visitantes. La construcción de los edificios y demás elementos de la exposición tuvo un coste de 25.865.914 dólares estadounidenses.

## Galería

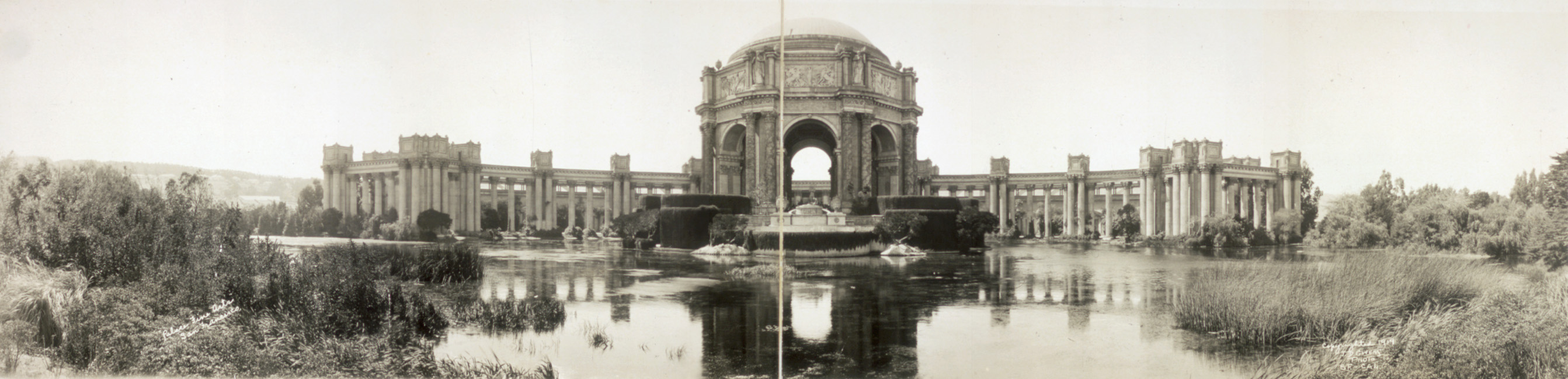
Fotografía panorámica del Palacio de Bellas Artes (c. 1919). Construcción original de 1915.
Fotografía del Palacio de Bellas Artes en la actualidad (2020). Reconstrucción de 1965 exacta a la original.
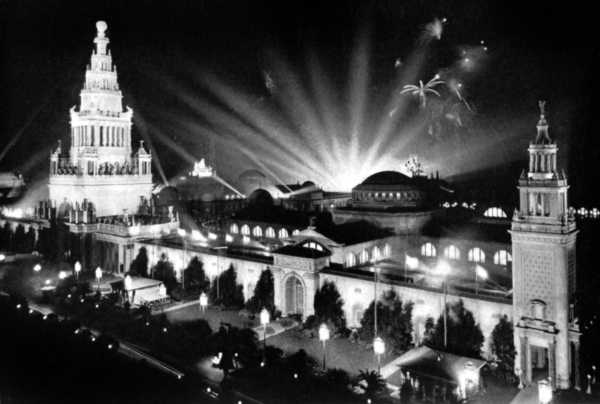
Fotografía de la Exposición Universal de San Francisco 1915.